# دیانا زارداریان
دیانا زارداریان (ارمنی: Դիանա Զարդարյան؛ انگلیسی: Diana Zardaryan؛ زادهٔ ۱۹۸۲) زبان‌شناس، تاریخ‌نگار، باستان‌شناس اهل ارمنستان است.

## زندگی‌نامه
وی در ۱۹۸۲ به دنیا آمد و از دانشکده تاریخ دانشگاه دولتی ایروان، انستیتو باستان‌شناسی و قوم‌نگاری فارغ‌التحصیل گشت. وی به زبان‌های ارمنی، روسی، انگلیسی، عبری و یونانی تسلط دارد.

## یادداشت
1. ↑  en:Institute of Archaeology and Ethnography of National Academy of Sciences of Armenia